# العلاقات المالديفية الرومانية
العلاقات المالديفية الرومانية هي العلاقات الثنائية التي تجمع بين المالديف و‌رومانيا.

## مقارنة بين البلدين
هذه مقارنة عامة ومرجعية للدولتين:
| وجه المقارنة                                              | [[تصنيف:صفحات تستخدم رمز علم غير موجود\|]] المالديف | رومانيا                                                                               |
| --------------------------------------------------------- | --------------------------------------------------- | ------------------------------------------------------------------------------------- |
| المساحة (كم2)                                             | 298                                                 | 238.40 ألف                                                                            |
| عدد السكان (نسمة)                                         | 436.33 ألف                                          | 19.59 مليون                                                                           |
| الكثافة السكانية (ن./كم²)                                 | 146.42 ألف                                          | 82.17                                                                                 |
| العاصمة                                                   | ماليه                                               | بوخارست                                                                               |
| اللغة الرسمية                                             | اللغة الديفهي                                       | اللغة الرومانية                                                                       |
| العملة                                                    | روفيه مالديفية                                      | ليو روماني                                                                            |
| الناتج المحلي الإجمالي (بليون دولار)                      | 4.60 مليار                                          | 211.80 مليار                                                                          |
| الناتج المحلي الإجمالي (تعادل القوة الشرائية) بليون دولار | 5.23 مليار                                          | 465.56 مليار                                                                          |
| الناتج المحلي الإجمالي الاسمي للفرد دولار أمريكي          | 8.39 ألف                                            | 9.47 ألف                                                                              |
| الناتج المحلي الإجمالي للفرد دولار أمريكي                 | 12.53 ألف                                           | 23.63 ألف                                                                             |
| مؤشر التنمية البشرية                                      | 0.706                                               | 0.793                                                                                 |
| رمز المكالمات الدولي                                      | +960                                                | +40                                                                                   |
| رمز الإنترنت                                              | .mv                                                 | .ro                                                                                   |
| المنطقة الزمنية                                           | ت ع م+05:00                                         | ت ع م+02:00، ت ع م+03:00، أوروبا/بوخارست ‏، توقيت شرق أوروبا، توقيت شرق أوروبا الصيفي ‏ |

## منظمات دولية مشتركة
يشترك البلدان في عضوية مجموعة من المنظمات الدولية، منها:
| علم المنظمة | اسم المنظمة                        | تاريخ انضمام المالديف | تاريخ انضمام رومانيا |
| ----------- | ---------------------------------- | --------------------- | -------------------- |
|             | مؤسسة التنمية الدولية              | 13 يناير 1978         | 12 أبريل 2014        |
|             | منظمة التجارة العالمية             | ?                     | 1995                 |
|             | مؤسسة التمويل الدولية              | 2 فبراير 1983         | 23 سبتمبر 1990       |
|             | منظمة حظر الأسلحة الكيميائية       | ?                     | ?                    |
|             | الأمم المتحدة                      | 21 سبتمبر 1965        | 14 ديسمبر 1955       |
|             | الاتحاد الدولي للاتصالات           | 28 فبراير 1967        | 9 فبراير 1866        |
|             | منظمة الشرطة الجنائية الدولية      | ?                     | ?                    |
|             | البنك الدولي للإنشاء والتعمير      | 13 يناير 1978         | 15 ديسمبر 1972       |
|             | الاتحاد البريدي العالمي            | ?                     | ?                    |
|             | وكالة ضمان الاستثمار متعدد الأطراف | 19 مايو 2005          | 10 سبتمبر 1992       |
|             | يونسكو                             | 18 يوليو 1980         | 27 يوليو 1956        |

## وصلات خارجية
- موقع وزارة الخارجية المالديفية
- موقع وزارة الخارجية الرومانية